# Konstanty Jagiełło

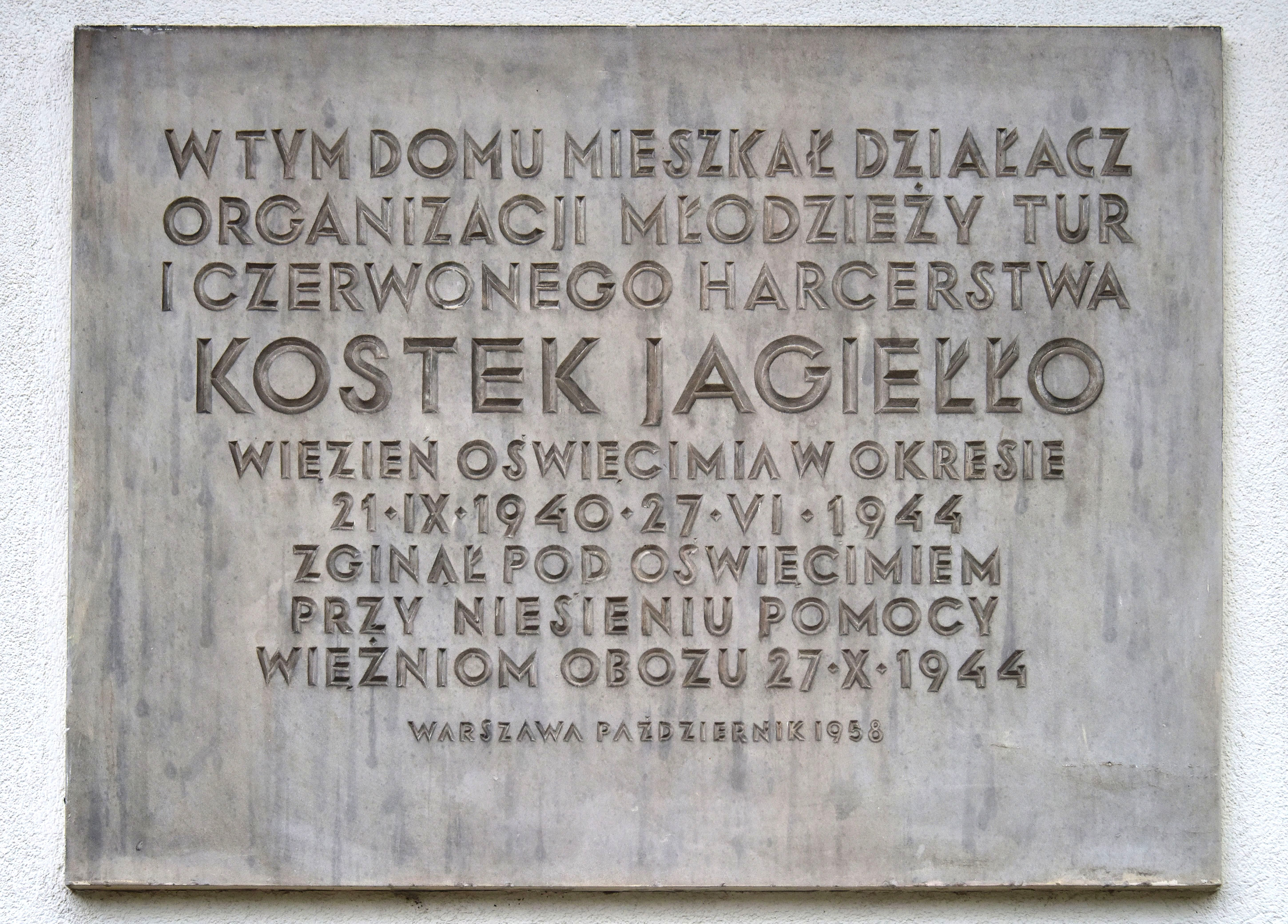
Tablica upamiętniająca Konstantego Jagiełło na budynku przy ul. Krasińskiego 18 na Starym Żoliborzu w Warszawie

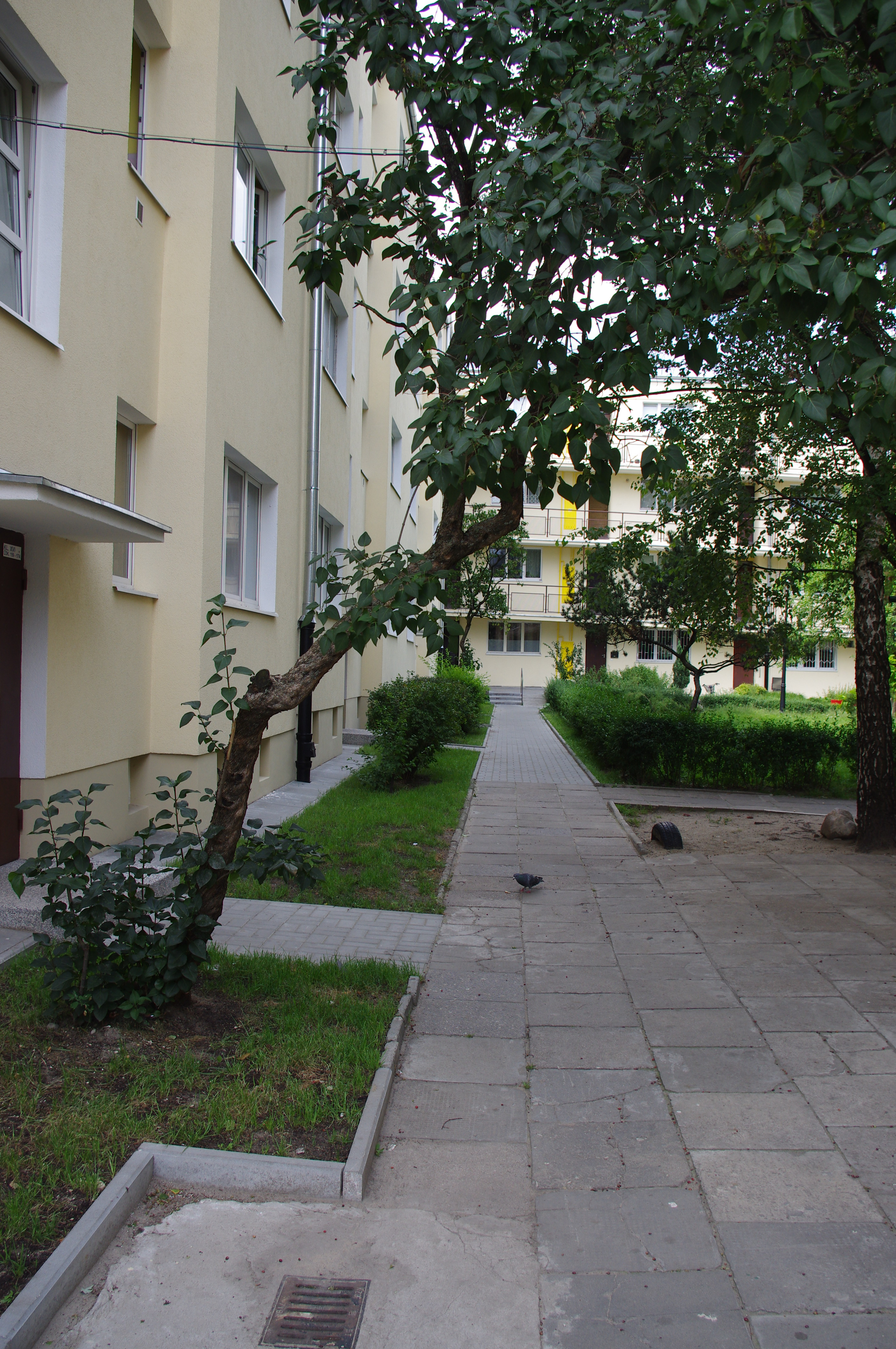
Budynek przy ul. Krasińskiego 18 w Warszawie na Starym Żoliborzu w tak zwanej kolonii artystów w którym mieszkali w różnych okresach, między innymi Konstanty Jagiełło, filozof Teofil Jaśkiewicz, śpiewak operowy Jerzy Kobza-Orłowski, fotograf Jan Bułhak i polityk Adam Próchnik

Konstanty Jagiełło ps. „Kostek”, „Zieliński”, „Bezzębny” (ur. 12 lipca 1916 we wsi Huta Żelechowska, zm. 27 października 1944 we wsi Łęki-Zasole) – działacz socjalistyczny i niepodległościowy.

## Życiorys
Po ukończeniu szkoły powszechnej rozpoczął pracę jako goniec w Zarządzie Głównym Związku Zawodowym Robotników Rolnych RP. Początkowo działał w sporcie robotniczym. Uprawiał boks w RKS „Prąd” (klubie związanym z PPS dawną Frakcją Rewolucyjną). Niebawem przeniósł się do związanej z PPS RKS „Skra” Warszawa.
Pod wpływem brata Władysława działacza OM TUR oraz siostry Marii członkini Czerwonego Harcerstwa związał się z młodzieżowym ruchem socjalistycznym. W 1934 został członkiem 21 Gromady Czerwonego Harcerstwa na Żoliborzu. Od 1935 rozpoczął działalność w OM TUR. Od 1936 został członkiem Polskiej Partii Socjalistycznej.
W związku z działalnością polityczną był dwukrotnie aresztowany: w 1935 za organizowanie bojkotu wyborów parlamentarnych oraz 1938 za agitację wyborczą na rzecz PPS w wyborach samorządowych w Warszawie.
W Czerwonym Harcerstwie pełnił funkcję kierownika gromad harcerskich na Powiślu, Żoliborzu oraz Annopolu. Następnie był hufcowym Hufca Warszawa-Północ i członkiem prezydium Okręgu Warszawskiego. Został też tuż przed wojną członkiem Rady Głównej Czerwonego Harcerstwa. Był jednym z najbliższych współpracowników Stanisława Dubois.
Już w październiku 1939 wraz ze Stanisławem Dubois stał się organizatorem grupy konspiracyjnej nazwanej później „Barykadą wolności”. Organizował wydawanie „Barykady wolności”. Miał zostać oddelegowany do akcji specjalnych ZWZ.
Przypadkowo aresztowany 1 sierpnia 1940 (gdy wynosił karabin przechowywany w mieszkaniu matki). Osadzony na Pawiaku i poddany okrutnemu śledztwu, w wyniku którego wybito mu wszystkie zęby (stąd jego późniejszy pseudonim „Bezzębny”).
22 września 1940 został wywieziony do niemieckiego obozu koncentracyjnego w Auschwitz (numer obozowy 4507). W obozie wraz ze Stanisławem Dubois był jednym z organizatorów konspiracji w Związku Organizacji Wojskowej organizowanej przez Witolda Pileckiego.
27 czerwca 1944 r., dzięki wsparciu PPS, uciekł wraz z Tomaszem Sobańskim z obozu. Przekazali wówczas konspiracyjnej organizacji PPS w Krakowie grypsy, plany obozu oraz szkice z zaznaczonym rozmieszczeniem sił SS. Początkowo po ucieczce przebywał w Krakowie i Puszczy Niepołomickiej. Niebawem zgłosił się jednak do pracy konspiracyjnej na rzecz więźniów w Auschwitz
Został dowódcą oddziału Gwardii Ludowej WRN organizującego ucieczki więźniów z obozu w rejonie miasta Brzeszcze.
27 października 1944 miał odebrać więźniów: Bernarda Świerczynę, Czesława Duzela, Zbigniewa Raynocha, Piotra Piątego oraz Austriaka Ernsta Burgera. Z obozu miał ich wywieźć autem, które zawoziło brudną bieliznę do pralni w Bielsku, przekupiony SS-mann Johann Roth. Akcja ta okazała się jednak prowokacją. Więźniowie zostali zatrzymani (dwaj popełnili samobójstwo, pozostali w grudniu 1944 zostali zamordowani), zaś samochód zamiast z grupą więźniów przyjechał z oddziałem esesmanów. Jagiełło zginął w walce
Pośmiertnie odznaczony Orderem Krzyża Grunwaldu III klasy, Krzyżem Srebrnym Orderu Virtuti Militari oraz Medalem Zwycięstwa i Wolności 1945.

## Upamiętnienie
W miejscu gdzie zginął, w miejscowości Zasole odsłonięto w 1948 r. pamiątkową tablicę na symbolicznej mogile.
Był patronem szkoły podstawowej nr 159 przy ul. Elbląskiej w Warszawie (przekształcona w gimnazjum), Technikum Łączności nr 1 w Łodzi (zlikwidowane w 1980 roku) oraz patronem szkoły podstawowej w Zasolu (została zbudowana z funduszy więźniów Oświęcimia – Belgów) oraz Zespołu Szkolno-Przedszkolny nr 2 w Zasolu (im. Kostka Jagiełły). W Zasolu istnieje również ulica Kostka Jagiełły.
W Warszawie na budynku przy ul. Krasińskiego 18, w którym mieszkał, znajduje się tablica pamiątkowa.